# Evoxymetopon macrophthalmus
Evoxymetopon macrophthalmus és una espècie de peix pertanyent a la família dels triquiúrids.

## Descripció
- Pot arribar a fer 162 cm de llargària màxima.
- 90 radis tous a l'aleta dorsal.
- 15 radis a l'aleta anal.
- 94 vèrtebres.
- Perfil superior del cap convex.[4][5]

## Hàbitat
És un peix marí, bentopelàgic i d'aigües fondes.

## Distribució geogràfica
Es troba al Pacífic nord-occidental: Okinawa (les illes Ryukyu, el Japó).

## Observacions
És inofensiu per als humans.